# Febbre emorragica argentina
La febbre emorragica argentina è una febbre emorragica e malattia infettiva zoonotica causata dal virus Junin, della famiglia delle Arenaviridae.
È trasmesso dai topi ed ha un'incubazione di 10-14 giorni. In genere evolve con restitutio ad integrum.